# 튀르크몽골 전통

1335년의 아시아. 킵차크 칸국, 차가타이 칸국 등 튀르크몽골인 국가들이 보인다.

튀르크몽골 전통(Turco-Mongol Tradition)은 14세기 초에 몽골 제국, 특히 차가타이 칸국과 킵차크 칸국의 지배층 사이에서 발생한 문화적 융합으로 인해 발생한 전통으로 규정된다. 이들 서방 칸국의 지배계급은 튀르크어를 사용하고 불교와 이슬람교 등 여러 종교를 받아들이는 한편 정치제도 및 법제도는 몽골식을 그대로 유지했다. 이후 많은 중앙아시아 국가들이 이렇게 문화적으로는 튀르크적이고 정치적으로는 몽골적인 체제를 유지했는데, 대표적인 사례로 티무르 제국, 카자흐 칸국, 카잔 칸국, 노가이 칸국, 크림 칸국, 무굴 제국 등이 있다.
기원전 제1천년기에 튀르크조어의 어휘 상당수가 몽골조어의 조상언어로 유입된 것이 관찰되는 바, 튀르크족과 몽골족의 혼합 전통 자체는 매우 오래 전부터 존재했을 것으로 보인다. 튀르크족이 이슬람교를 받아들이기 전까지는 종교적으로도 양자 모두 텡그리교를 신봉하였다.

## 같이 보기
- 타타르 연맹
- 하자라인
- 차가타이어
- 몽골 제국의 정복 전쟁